# Parafia św. Józefa w Tomaszowie Lubelskim
Parafia Świętego Józefa w Tomaszowie Lubelskim – parafia rzymskokatolicka należąca do dekanatu Tomaszów- Południe diecezji zamojsko-lubaczowskiej. 
Parafia została utworzona 25 października 1987 roku. Kościół parafialny został wybudowany w latach 90. XX wieku. Mieści się przy ulicy Paderewskiego.
Do parafii należą wierni z części Tomaszowa Lubelskiego oraz z miejscowości Pasieki i Rabinówka.